# Імпровізатори (телешоу)
«Імпровізатори» (до травня 2023 року «Імпровізація») — щотижневе телевізійне шоу імпровізацій короткої форми, що виходило на каналі «СТС» з 16 березня 2023 року по грудень 2024 року (до цього виходило на телеканалі «ТНТ» з 2016 по 2022 роки).
Виробництвом програми для телеканалу «СТС» з 2023 року займається компанія Norm Production В'ячеслава Дусмухаметова (до 2022 року її виробляла Comedy Club Production для каналу «ТНТ»). Проект побудований на імпровізаційних іграх, які артисти розігрують без підготовки, грунтуючись тільки на тих даних, які вони отримують від ведучого або гостей програми. 14 серпня 2018 року на каналі ТНТ відбулася прем'єра фільму про шоу «Імпровізація».

## Історія
Ініціатором створення шоу виступив продюсер Comedy Club Production В'ячеслав Дусмухаметов. Він запросив частину воронезької групи «Спірне питання» Антона Шастуна та Дмитра Позова (обидва до своєї кар'єри імпровізаторів були акторами команди КВК «Намистини на шиї», у складі якої вони 2010 року брали участь в Українській лізі КВК), приєднавши до неї акторів Санкт-Петербурзького театру імпровізації «Сра3у» (Арсенія Попова та Сергія Матвієнка), і в цьому складі почалася робота зі створення нового проекту.
У 2013 році був знятий пілотний випуск з Ольгою Бузовою в якості гостя, який не був показаний в ефірі.
Актори шукали ідеальний формат шоу протягом трьох років — приблизно стільки часу пройшло з моменту їх першої зустрічі до першого ефіру на каналі ТНТ. За цей час вони навчилися грати більше тридцяти форматів імпровізаційних ігор і неодноразово проводили тренувальні вечірки на майданчиках з абсолютно різною аудиторією, де методом проб і помилок, прямо на очах глядачів, пробували різні формати. Після цього було відзнято три пілотних випуски програми.

## Формат

### Імпровізація (ТНТ) (2016—2022)
За основу автори з самого початку існування передачі взяли формат популярного у Великій Британії шоу «Whose Line Is It Anyway» (укр. «Так чия зараз репліка?»). 
У кожній телевізійної серії шоу беруть участь чотири актора-імпровізатора, ведучий і запрошена зірка (або зірки). Ведучий знаходиться за столом збоку великого сценічного майданчика, поруч з ним сидить і запрошена зірка (зірки). Актори сидять в задній частині сцени на пуфах і виходять на сцену тільки на час імпровізацій. Виконавці, які не беруть участі в грі, залишаються на своїх місцях в задній частині сцени. Присутній на сцені і другорядний сет — спеціально захована декорація, яка з'являється в певний момент. У ній, наприклад, розігрується імпровізація «Шокери». У деяких сезонах існувала окрема зона, яка називається «Червона кімната», де камера перебувала зверху і знімала акторів, коли вони лежали на підлозі.
Головна відмінність «Імпровізації» від подібних передач — відсутність сценарію. В інших телепрограмах номера і жарти спочатку придумуються, редагуються, репетирують і тільки потім знімаються. Актори заздалегідь не знають, що або кого їм доведеться зіграти. Єдиний сценарій, який існує — це правила ігор і завдання для імпровізацій, які розробляє авторська група проекту.
Кожна серія складається з 6-7 імпровізаційних ігор, де більшу частину випуску в імпровізаціях беруть участь запрошені зірки.
В імпровізаціях бере участь різна кількість акторів: є такі, де беруть участь всі чотири виконавці, і ті, в яких тільки два або три.
В кінці кожного випуску ведучий і актори прощаються із глядачами в імпровізаційних образах, заданих ведучим.

### Імпровізатори (СТС) (2023 — 2024)
У передачі беруть 4 актори-імпровізатори та запрошений ними зірковий гість.
Кожен її випуск складається по 4-5 імпровізаційних ігор (+ «Реп-прожарка», яка виступає як підсумок), в рамках яких гість на правах основного ведучого придумує для акторів конкретні завдання на ігри та контролює все, що відбувається на сцені програми (в залежності від виду імпровізації він дає нові умови під час дії або керує акторами напряму).
В окремих іграх замість традиційних декорацій можуть використовуватися лише костюми та реквізит імпровізаторів.
Актори сидять на дивані та виходять на сцену лише під час імпровізацій. Виконавці, які не беруть в них своєї участі, залишаються на своїх місцях.
Наприкінці кожного випуску імпровізатори влаштовують гостю реп-прожарку, під час якої вони нагадують гостю кращі моменти гри та фінальне фото, для якого він за обмежений проміжок часу розставляє акторів по сцені і сам встає у підходящу позу.

## Акторський склад
Постійними акторами-імпровізаторами є Арсеній Попов, Дмитро Позов, Сергій Матвієнко та Антон Шастун.